# 彼得·埃利奥特
彼得·埃利奥特（英語：Peter Elliott，1962年10月9日—），英国男子田径运动员。他曾代表英国参加1984年和1988年夏季奥林匹克运动会田径比赛，其中1988年奥运会获得一枚银牌。